# Stade Josy Barthel
Stade Josy Barthel je víceúčelový sportovní stadion v Lucemburku, na němž hraje své domácí zápasy lucemburská fotbalová reprezentace. Je také využíván pro ragby a atletiku.
Byl postaven v roce 1928 a roku 1990 proběhla kompletní rekonstrukce. Od července 1993 nosí jméno po Josy Barthelovi, lucemburském zlatém medailistovi v běhu na 1 500 m z Letních olympijských her 1952. Stadion má kapacitu 8 000 diváků, část z nich sedí na kryté tribuně.